# Жанаталап (Северо-Казахстанская область)
Жанаталап (каз. Жаңаталап) — село в районе Шал акына Северо-Казахстанской области Казахстана. Входит в состав Жанажолского сельского округа. Код КАТО — 595638300.

## Население
В 1999 году население села составляло 256 человек (138 мужчин и 118 женщин). По данным переписи 2009 года, в селе проживали 152 человека (86 мужчин и 66 женщин).